# Mosaico Carioca
Mosaico Carioca é um mosaico de áreas protegidas localizado no estado do Rio de Janeiro, Brasil. Inclui várias unidades de conservação federais, estaduais e municipais e em torno da cidade do Rio de Janeiro.

## História
O Mosaico Carioca foi criado pela portaria 245 de 11 de julho de 2011. Inclui unidades de conservação administradas nos níveis federal, estadual e municipal. O Instituto Chico Mendes de Conservação da Biodiversidade (ICMBio) administra o Parque Nacional da Tijuca e o Monumento Natural das Ilhas Cagarras. A Secretaria Estadual do Meio Ambiente do Rio de Janeiro administra o Parque Estadual da Pedra Branca, as áreas de proteção ambiental Gericinó/Mendanha e Sepetiba II e a Reserva Biológica de Guaratiba. A Secretaria Municipal do Meio Ambiente do Rio de Janeiro administra 14 parques naturais municipais, duas áreas de proteção ambiental e um monumento natural.
O mosaico é coordenado em nível federal. O conselho consultivo inclui administradores das várias áreas protegidas e representantes de outros órgãos públicos e privados. A sede do mosaico fica na sede do Parque Nacional da Tijuca.